# الجلسة السنوية (الأحمدية)

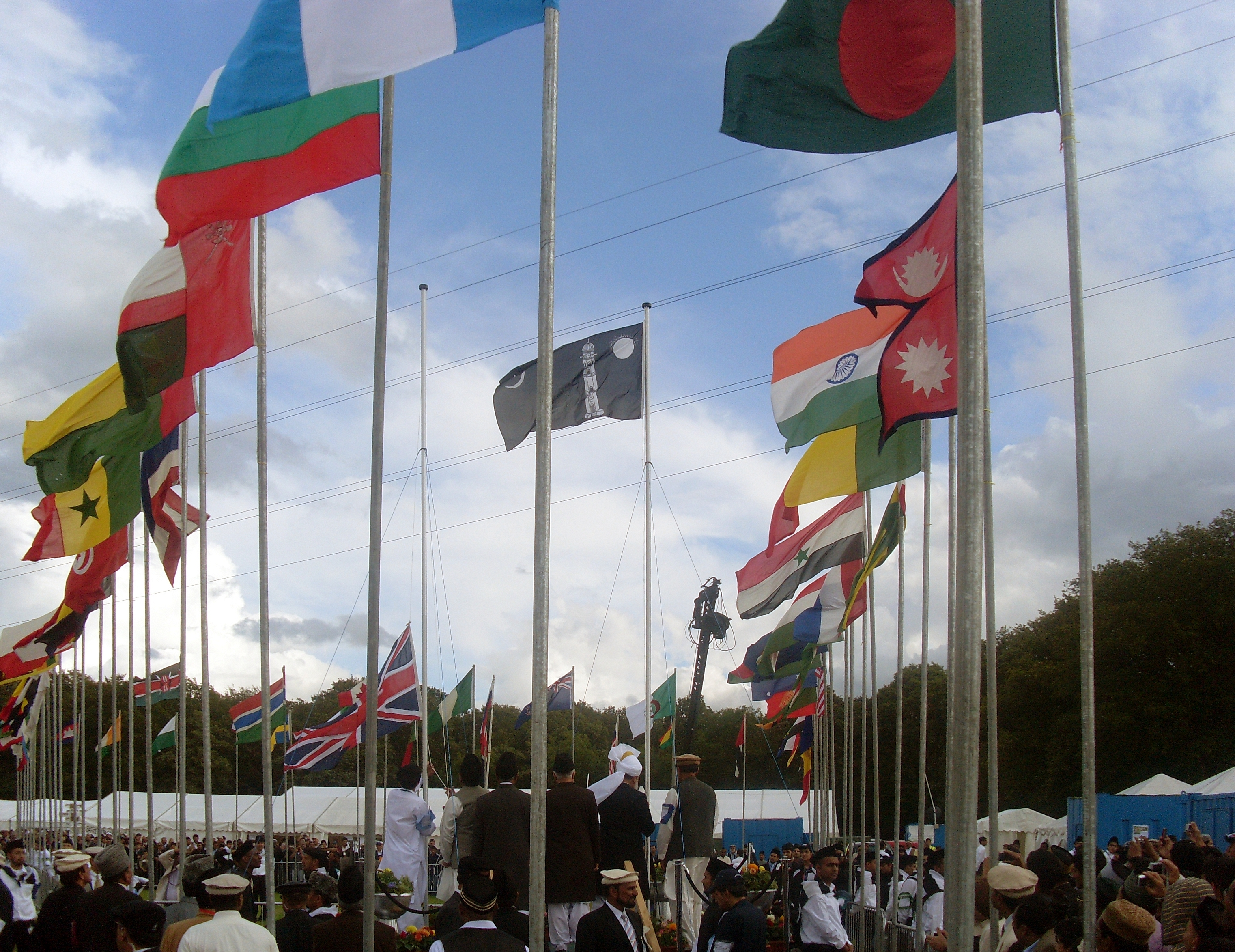
رفع العلم في الجلسة السنوية الدولية في المملكة المتحدة 2009

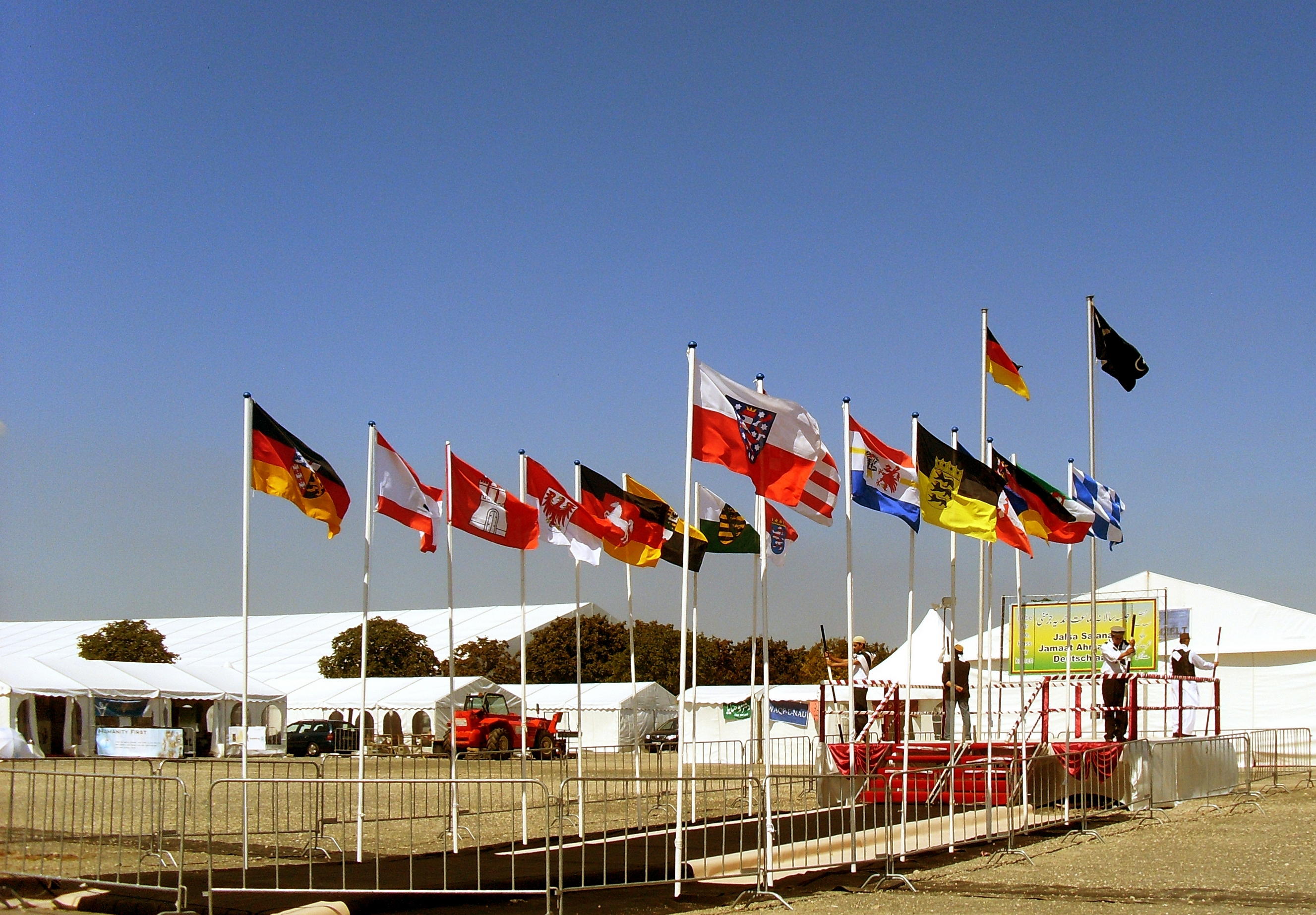
لواء الأحمدية، علم ألمانيا، أمام أعلام الولايات الألمانية في الجلسة السنوية في ألمانيا 2009

الجلسة السنوية هو اجتماع سنوي رسمي للجماعة الإسلامية الأحمدية. بدأ في عام 1891 على يد ميرزا غلام أحمد، مؤسس الجماعة، في قاديان بالهند. عادة ما يستمر التجمع لمدة ثلاثة أيام، ويبدأ برفع راية العقاب بعد خطبة الجمعة. على الرغم من أن المؤتمر الذي يعقد في المملكة المتحدة يعتبر الجلسة الرئيسة و"الدولية" التي يحضرها الأحمديون من جميع أنحاء العالم، فإن الأحمديين في بلدان أخرى يعقدون جلساتهم الوطنية الخاصة، والتي يحضرها في بعض الأحيان الخليفة الأحمدي.

## التاريخ

### في قاديان 1891–1946
في عام 1891، ادعى ميرزا غلام أحمد القادياني أنه المسيح الموعود والمهدي. وفي نفس العام قرر إقامة أول اجتماع سنوي – الجلسة السنوية – في الفترة من 27 إلى 29 كانون الأول في قاديان بالهند. بلغ إجمالي الحضور 75. وفي عام 1907 ارتفع هذا العدد إلى 2000، قبل وقت قصير من رحيل غلام أحمد. وقد نمت الجلسة بشكل مطرد وبدأت تجذب حشودًا كبيرة من مختلف أنحاء شبه القارة الهندية. وقد شهدت الجلسة الأخيرة قبل التقسيم في قاديان عام 1946 حشداً بلغ عدده نحو 40 ألف شخص. تظل جلسة قاديان مركزية بالنسبة لكثير من المجتمع حتى الآن، ولكنها فقدت مكانتها باعتبارها المؤتمر الدولي للمسلمين الأحمديين في عام 1947 بعد التقسيم الهندي الباكستاني.

### في ربوة 1948-1983
وقد انتقلت الخلافة، المؤسسة الأكثر تبجيلًا وقبولًا على نطاق واسع، إلى إنشاء المقر الدولي للمجتمع في مدينة رَبوة [الإنجليزية] التي تأسست حديثًا. واستمر انعقاد الجلسة الدولية للجماعة في بلدة الربوة وازداد حجمها وتأثيرها. وفي الوقت نفسه، بدأت الفروع الوطنية للمجتمع خارج شبه القارة الهندية في عقد جلسات منفصلة إداريًّا في جميع أنحاء العالم بإذن مباشر من الخلافة. وكان الخليفة يزور هذه الجلسات أحيانًا ويلقي خطابات شخصية في المؤتمرات. وشملت بعض هذه الاتفاقيات جلسة ألمانيا، وجلسة المملكة المتحدة، وجلسة كندا، وجلسة الولايات المتحدة الأمريكية، وجلسة غانا. وقد ارتفع هذا العدد ببطء في جميع أنحاء العالم، بينما بدأت الظروف الاجتماعية والسياسية في باكستان تضيق على المجتمع. ومع وصول الدكتاتور ضياء الحق وصدور المرسوم العشرين سيئ السمعة، حُظر المؤتمر في عام 1984 ولم يُعقد في البلاد منذ ذلك الحين. وقد عُقد المؤتمر الأخير في ربوة عام 1983، وحضره ما يقرب من 250 ألف مسلم أحمدي مؤمن، ورأوا للمرة الأخيرة وجه خليفتهم في باكستان. ومع انتقال مؤسسة الخلافة من باكستان بسبب تكثيف الحظر، انتقل أيضًا المقر الدولي العامل من ربوة ليُبث على تلفاز المسلمين الأحمدية الدولية [الإنجليزية].

### في المملكة المتحدة 1984 حتى الآن
وبما أن الخلافة، وهي أعلى سلطة إدارية وروحية وأخلاقية للجماعة، أنشأت مقرها في لندن بالمملكة المتحدة، فقد أصبحت الجلسة السنوية في المملكة المتحدة (التي كانت تدخل عامها السابع عشر آنذاك) نقطة جذب رئيسة للمسلمين الأحمديين من جميع أنحاء العالم. وفي ظل الخلافة، ازداد تأثير الجلسة على المجتمع وأصبحت نموذجًا للجلسات المختلفة التي أقيمت في أجزاء أخرى من العالم. وقد سجل حضوره في عام 1989 نحو 14 ألف شخص، وزاد تدريجيا إلى أن بلغ ذروته في عام 2008، وهو العام الذي شهد الذكرى المئوية للخلافة، حيث أصبح أكبر تجمع للمسلمين في المملكة المتحدة. أقيم المؤتمر في الأصل في تيلفورد، بالمملكة المتحدة، في قطعة أرض خاصة طُورَت باسم إسلام آباد (تيلفورد) [الإنجليزية] (مزرعة شيفاتش)، ومنذ عام 2006، أقيم المؤتمر في وورلدهام، المملكة المتحدة، في حديقة المهدي (مزرعة أوكلاندز). وقد تطور الأمر حتى أصبح حدثًا دوليًا على مستوى المجتمع مع حفل البيعة (تكبير البيت) الذي أقيم على يد الخليفة في اليوم الثالث. يتم بث الحدث بأكمله، مثل العديد من المؤتمرات الأخرى للمجتمع، مباشرة على شبكة البث الخاصة بالمجتمع، تلفاز المسلمين الأحمدية الدولية [الإنجليزية]، ومتاح بشكل مماثل على الإنترنت مع الترجمة بأكثر من 10 لغات.

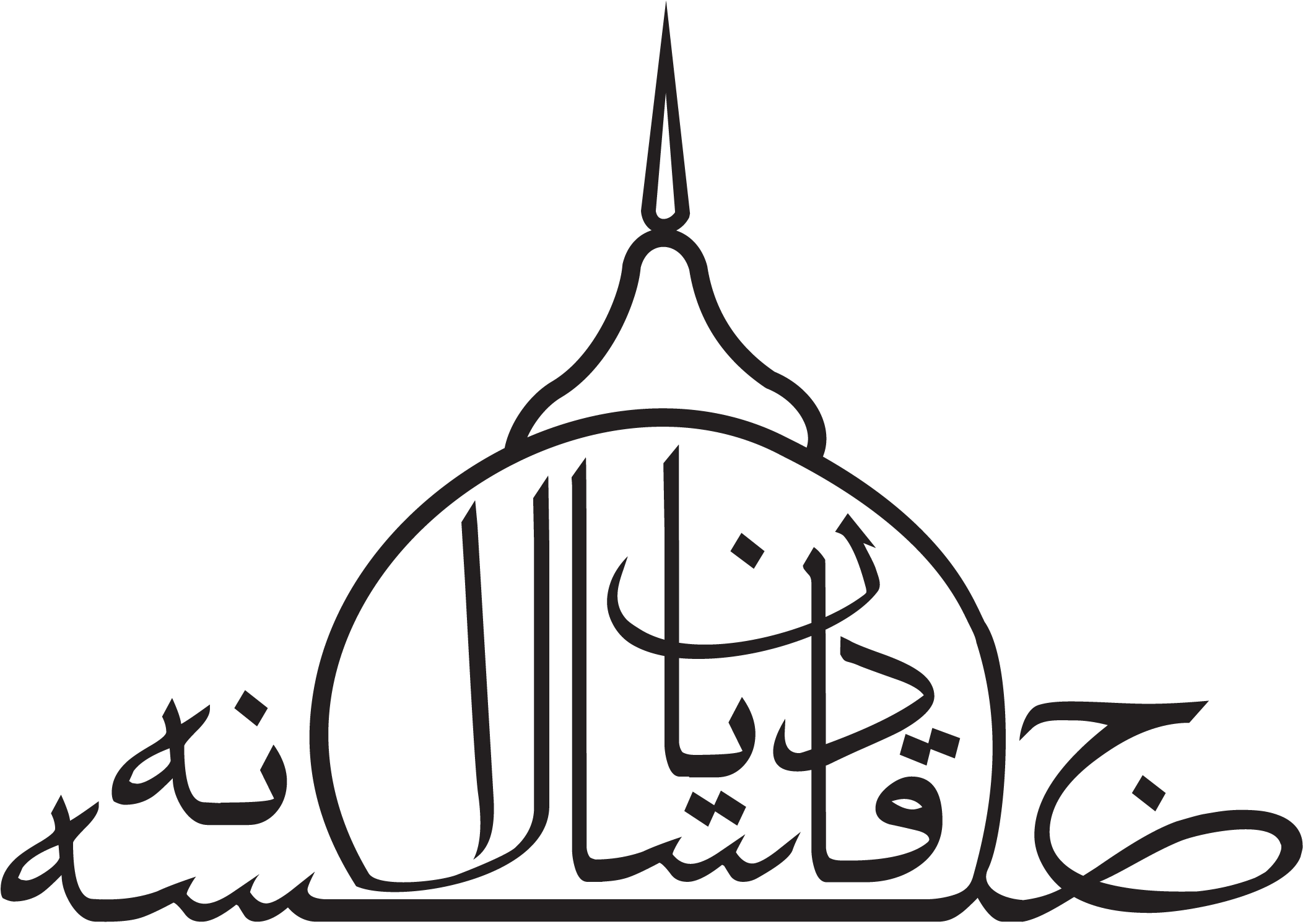
شعار الجلسة السنوية القاديانية

## قراءة إضافية
- س.ر. فالنتاين، الإسلام والجماعة الأحمدية: التاريخ، والعقيدة، والممارسة . هيرست وشركاه، لندن، 2008، في كل مكان.

## روابط خارجية
- الموقع الرسمي للجلسة